# Arrondissement du Haut-Barnim

Armoiries de l'arrondissement

L'arrondissement du Haut-Barnim est un arrondissement de Brandebourg. Il est créé en 1451 en divisant le Barnim en un « arrondissement supérieur » et un « arrondissement inférieur (de) » et existe dans l'électorat de Brandebourg, dans le royaume de Prusse, dans la zone soviétique et dans la RDA jusqu'en 1952.
Au 1er janvier 1945, l'arrondissement du Haut-Barnim comprend les villes de Bad Freienwalde, Biesenthal, Finow, Strausberg, Werneuchen et Wriezen, 80 communes et un district de domaine forestier .
L'arrondissement urbain d'Eberswalde est une enclave au sein de l'arrondissement de 1911 à 1950. Aujourd'hui, l'ancien arrondissement appartient à l'arrondissement de Barnim à l'ouest et à l'arrondissement de Märkisch-Pays de l'Oder à l'Est.

## Histoire

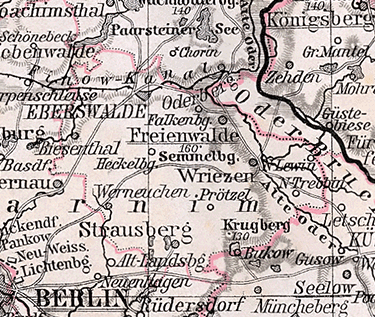
Le territoire de l'arrondissement en 1905

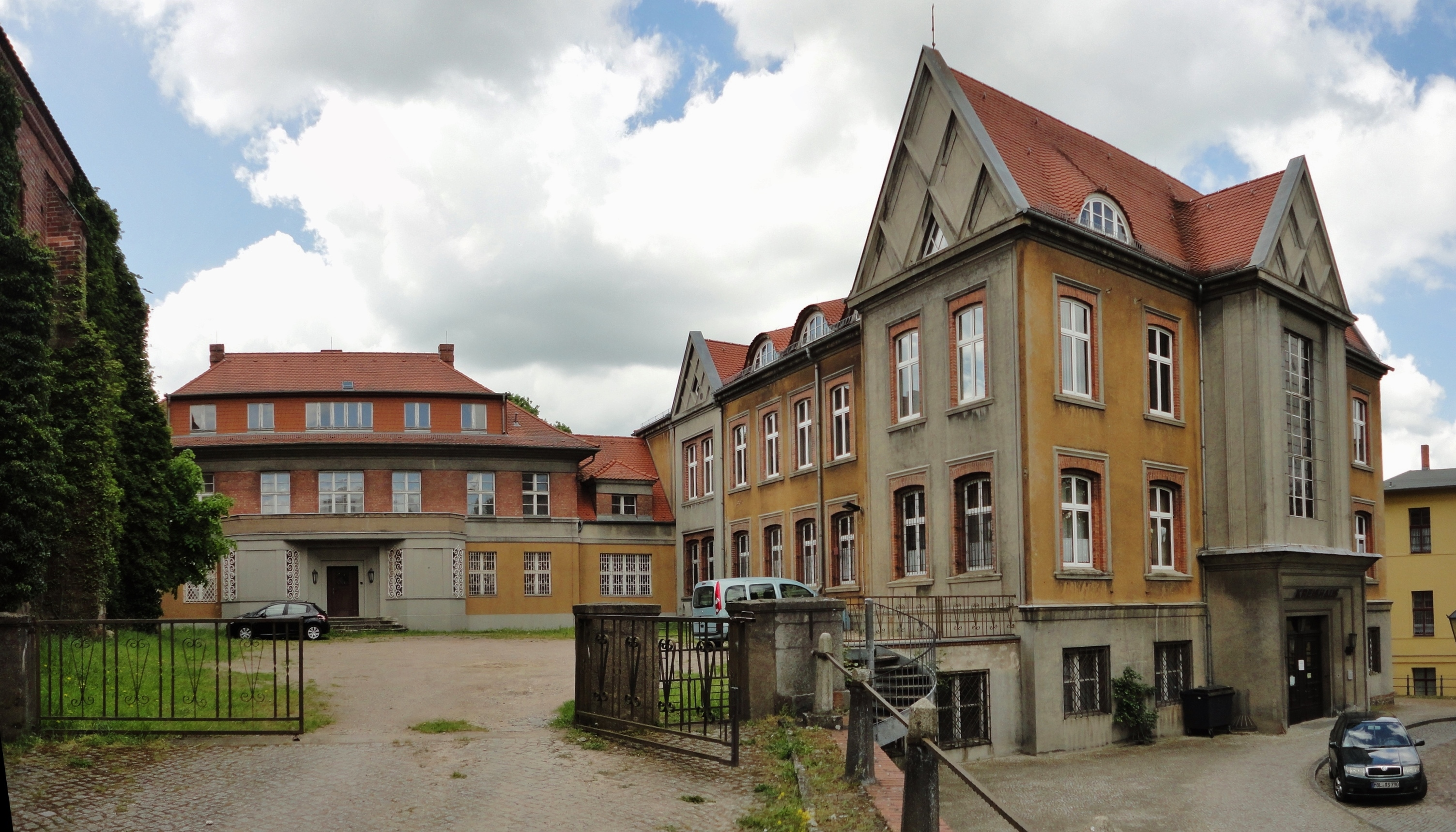
Ancien siège de l'administration de l'arrondissement (photographié en 2015)

Dans la période post-médiévale, la marche de Brandebourg est divisé en arrondissements. L'un de ces arrondissements historiques est l'arrondissement du Haut-Barnim. Dans le cadre des réformes prussiennes, une réforme des arrondissements a lieu dans le district de Potsdam en 1816, par laquelle l'arrondissement du Haut-Barnim doit céder plusieurs localités aux arrondissements voisins à compter du 1er avril 1817, :
- La ville d'Oderberg est transféré de l'arrondissement du Haut-Barnim vers le nouveau arrondissement d'Angermünde (de) .
- Le bureau de Rüdersdorf (de) (Erkner, Hennickendorf, Herzfelde, Kagel, Lichtenow, Rehfelde, Rüdersdorf, Werder et Zinndorf) est de l'arrondissement du Haut-Barnim vers l'arrondissement du Bas-Barnim (de).
- Les communes de Klein Buckow, Hasenholz et Garzin sont transférés de l'arrondissement du Haut-Barnim vers l'arrondissement de Lebus (de) dans le district de Francfort.

Le bureau de l'arrondissement est à Freienwalde a./Oder.
Le 1er avril 1911, la ville d'Eberswalde quitte l'arrondissement du Haut-Barnim et forme désormais son propre arrondissement urbain. Le 30 septembre 1929, une réforme territoriale a lieu dans l'arrondissement du Haut-Barnim, conformément à l'évolution du reste de l'État libre de Prusse, dans laquelle tous les districts de domaine sont dissous et attribués aux communes voisines. Le 1er mai 1936, la commune de Kupferhammer de l'arrondissement du Haut-Barnim est incorporée à l'arrondissement urbain d'Eberswalde. Au printemps 1945, le territoire de l'arrondissement est occupée par l'Armée rouge.
Avec effet au 15 mars 1946, par décision du Présidium de l'administration provinciale de la Marche de Brandebourg, les communes d'Adlig Reetz, Altglietzen, Altreetz, Altwustrow, Bralitz, Gabow, Hohenwutzen, Karlsbiese, Karlshof, Königlich Reetz, Neuglietzen, Neuküstrinchen, Neulietzegöricke, Neuranft, Neurüdnitz, Neutornow, Neuwustrow, Neuenhagen et Schiffmühle sont transférées de l'arrondissement de Königsberg-en-Nouvelle-Marche (de) à l'arrondissement du Haut-Barnim. Après la dissolution de la Prusse, l'arrondissement du Haut-Barnim appartient au nouvel État de Brandebourg.
La loi portant modification visant à améliorer les limites des arrondissements et des communes du 28 avril 1950 a apporté d'importants changements territoriaux le 1er juillet 1950 :
- La ville d'Eberswalde perd son indépendance et revient à l'arrondissement.
- Les communes de Britz, Hohensaaten, Liepe, Niederfinow, Oderberg i./Mark et Werbellin sont transférées de l'arrondissement d'Angermünde (de) vers l'arrondissement du Haut-Barnim.
- Les communes de Biesenthal, Buchholz, Danewitz, Hirschfelde, Ladeburg, Rüdnitz, Schönfeld, Tempelfelde, Weesow, Wegendorf, Werneuchen, Wesendahl et Willmersdorf sont transférées de l'arrondissement du Haut-Barnim vers l'arrondissement du Bas-Barnim (de).
- Les communes d'Altbarnim, Neubarnim, Neutrebbin, Sietzing, Wuschewier et Zelliner Loose sont transférées de l'arrondissement du Haut-Barnim vers le nouveau arrondissement de Seelow (de).

Le 25 juillet 1952, l'arrondissement du Haut-Barnim est dissous et divisé en arrondissements d'Eberswalde (de), Bad Freienwalde (de), Seelow (de) et Strausberg (de).

## Évolution de la démographie
| Année | Habitants | Source |
| ----- | --------- | ------ |
| 1750  | 22 192    | [ 9 ]  |
| 1800  | 41 417    | [ 9 ]  |
| 1816  | 36 135    | [ 10 ] |
| 1846  | 56 834    | [ 11 ] |
| 1871  | 71 514    | [ 12 ] |
| 1890  | 84 018    | [ 13 ] |
| 1900  | 92 180    | [ 13 ] |
| 1910  | 103 058   | [ 13 ] |
| 1925  | 80 657    | [ 13 ] |
| 1933  | 84 437    | [ 13 ] |
| 1939  | 90 511    | [ 13 ] |
| 1946  | 100 838   | [ 14 ] |

## Administrateurs de l'arrondissement
- 1709–1738 Johann Ludwig von Barfus
- 1738–1753 Albrecht Siegmund Friedrich von Barfus (de)
- 1754–1771 Christoph Daniel von der Schulenburg (de)
- 1771–1797 Carl Christoph August von Pfuel (de)
- 1797–1810 Leopold Friedrich von Reichenbach (de)
- 1810–1821 Friedrich Ludwig von Vernezobre (de)
- 1821–1825 Christian Alexander Albrecht Carl von der Schulenburg (de)
- 1825–1844 Carl von Zedlitz-Trützschler (de)
- 1844–1874 Alexis von Haeseler (de)
- 1874–1885 Felix von Bethmann Hollweg (de)
- 1885–1896 Theobald von Bethmann Hollweg
- 1896–1909 Heinrich von Oppen
- 1909–1919 Georg von Müffling genannt Weiß (de)
- 1919–1932 Peter Friedrich Mengel (de)
- 1932–1933 Karl Ott
- 1933–1945 Albrecht Ernst von Thaer (de)
- 1945–1946 Erich Hannemann
- 1946–1950 Wilhelm Eisenführ
- 1950–1953 Karl Tessen (de)

## Constitution communale jusqu'en 1945
Depuis le XIXe siècle, l'arrondissement du Haut-Barnim est divisé en villes, en communes rurales et en districts de domaine. Avec l'introduction de la loi constitutionnelle prussienne sur les communes du 15 décembre 1933 ainsi que le code communal allemand du 30 janvier 1935, le principe du leader est appliqué au niveau municipal. Une nouvelle constitution d'arrondissement n'est plus créée; Les règlements de l'arrondissement pour les provinces de Prusse-Orientale et Occidentale, de Brandebourg, de Poméranie, de Silésie et de Saxe du 19 mars 1881 restent applicables.

## Villes et communes

### Situation de 1945
En 1945, les villes et communes suivantes appartiennent à l'arrondissement du Haut-Barnim :
| - Altfriedland - Altlewin - Altmädewitz - Altranft - Alttrebbin - Altwriezen - Bad Freienwalde, ville - Batzlow - Beauregard - Beiersdorf - Biesenthal, ville - Bliesdorf - Bollersdorf - Brunow - Buchholz - Danewitz - Dannenberg - Eichwerder - Falkenberg/Mark - Finow, ville - Finowfurt | - Frankenfelde - Freudenberg - Garzau - Gersdorf - Gielsdorf - Großbarnim - Grunow - Grüntal - Harnekop - Haselberg - Heckelberg - Heinrichsdorf - Hirschfelde - Hohenfinow - Hohenstein - Ihlow - Kerstenbruch - Kleinbarnim - Klobbicke - Klosterdorf - Kunersdorf - Ladeburg | - Leuenberg - Lichterfelde - Lüdersdorf - Melchow - Metzdorf - Neubarnim - Neugaul - Neukietz b. Wrietzen - Neulewin - Neumädewitz - Neutrebbin - Pritzhagen - Prötzel - Rathsdorf - Reichenberg - Reichenow - Ringenwalde - Rüdnitz - Ruhlsdorf - Schönfeld - Schönholz | - Schulzendorf - Sietzing - Sommerfelde - Sonnenburg - Spechthausen - Steinbeck - Sternebeck - Strausberg, ville - Tempelfelde - Tiefensee - Tornow - Trampe - Tuchen - Weesow - Wegendorf - Werneuchen, ville - Wesendahl - Willmersdorf - Wollenberg - Wölsickendorf - Wriezen, ville - Wuschewier |

En 1945, il y a aussi le district de domaine Forst Barnimer Heide.
Après la Seconde Guerre mondiale, les localités de Biesdorf, Kruge, Möglin et Zelliner Loose sont également élevées au rang de communes.

### Communes dissoutes avant 1945
- Alt Bliesdorf, le 1er janvier 1926 à Bliesdorf
- Altkietz b. Freienwalde, 1928 à Bad Freienwalde
- Altkietz b. Wriezen, le 1er janvier 1926 à Wriezen
- Alt Tornow, 1928 à Bad Freienwalde
- Amalienhof, le 1er janvier 1926 à Falkenberg
- Broichsdorf, le 1er janvier 1926 à Falkenberg
- Burgwall, à Neutrebbin
- Eberswalde, ville indépendante depuis le 1er avril 1911
- Grube, le 1er avril 1935 à Neutrebbin
- Heegermühle, fusionne avec les districts de domaine Eisenspalterei, Messingwerke et Wolfswinkel le 1er janvier 1926 pour former la commune de Finow
- Jäckelsbruch, le 1er janvier 1926 à Eichwerder
- Karlsdorf, dans l'Altfriedland
- Kupferhammer, le 1er mai 1936 à Eberswalde
- Neu Bliesdorf, le 1er janvier 1926 à Bliesdorf
- Neukietz b. Freienwalde a./Oder, à Bad Freienwalde
- Schöpfurth et Steinfurth, fusionnent pour former la commune de Finowfurt le 1er janvier 1929
- Sydow, le 1er janvier 1926 à Grüntal
- Vevais, le 1er janvier 1926 à Bliesdorf
- Wubrigsberg, près de Neutrebbin

### Changements de nom
En 1925, le nom change de Freienwalde a./Oder à Bad Freienwalde (Oder). En 1932, des modifications mineures sont apportées à la police en changeant l'orthographe des noms de lieux tels qu'Alt Friedland en Altfriedland, Alt Ranft en Altranft et Neu Gaul en Neugaul.

## Personnalités liées à l'arrondissement
- Hans Schliepmann (1855-1929), architecte né à Strausberg.
- Theobald von Bethmann Hollweg (1856-1921), chancelier né à Hohenfinow.